# Spindalis dominicensis
La cigua de La Española o cigua amarilla (Spindalis dominicensis) es una especie de ave paseriforme de la familia Spindalidae, anteriormente situada en Thraupidae y más recientemente en Phaenicophilidae. Es endémica de la isla La Española.
Habita en los bosques latifoliados y pinares en áreas montañosas. Es más común en la Sierra de Bahoruco, Sierra de Neiba y las Cordilleras Central, Septentrional y Oriental en la República Dominicana.
Los adultos miden aproximadamente 16 centímetros de longitud. Esta ave de pico corto es muy distintiva debido a las diferencias en el plumaje entre el macho y la hembra de su especie. Los machos presentan una cabeza negra con franjas blancas. El cuello es amarillo anaranjado y el dorso es amarillo con un manto oscuro. La parte inferior es amarilla con un lavado rojizo oscuro en el pecho. La cola y las alas son negras con bordes blancos y un parche de color rojizo en el doblar del ala. El plumaje de las hembras es menos llamativa, ya que la parte superior es de color oliva marrón con una rabadilla amarilla y la parte inferior es blanca con vetas oscuras.
La cigua amarilla se alimenta principalmente de frutas, insectos y brotes de flores. 
Se reproducen entre los meses de abril y junio, pero cierta parejas pueden reproducir más de una vez al año. Construyen un nido de forma de tasa con hierbas en los arbustos o la parte baja de los árboles. Ponen 2 a 3 huevos de color crema.